# Cowichan Valley Regional District
Cowichan Valley Regional District är ett regionalt distrikt i provinsen British Columbia i Kanada. Det ligger på södra delen av Vancouverön i den sydvästra delen av provinsen. Antalet invånare var 83 739 vid folkräkningen 2016 och ytan är 3 475 kvadratkilometer.
I Cowichan Valley Regional District finns kommunerna Duncan, North Cowichan, Ladysmith och Lake Cowichan.